# Josiah Warren

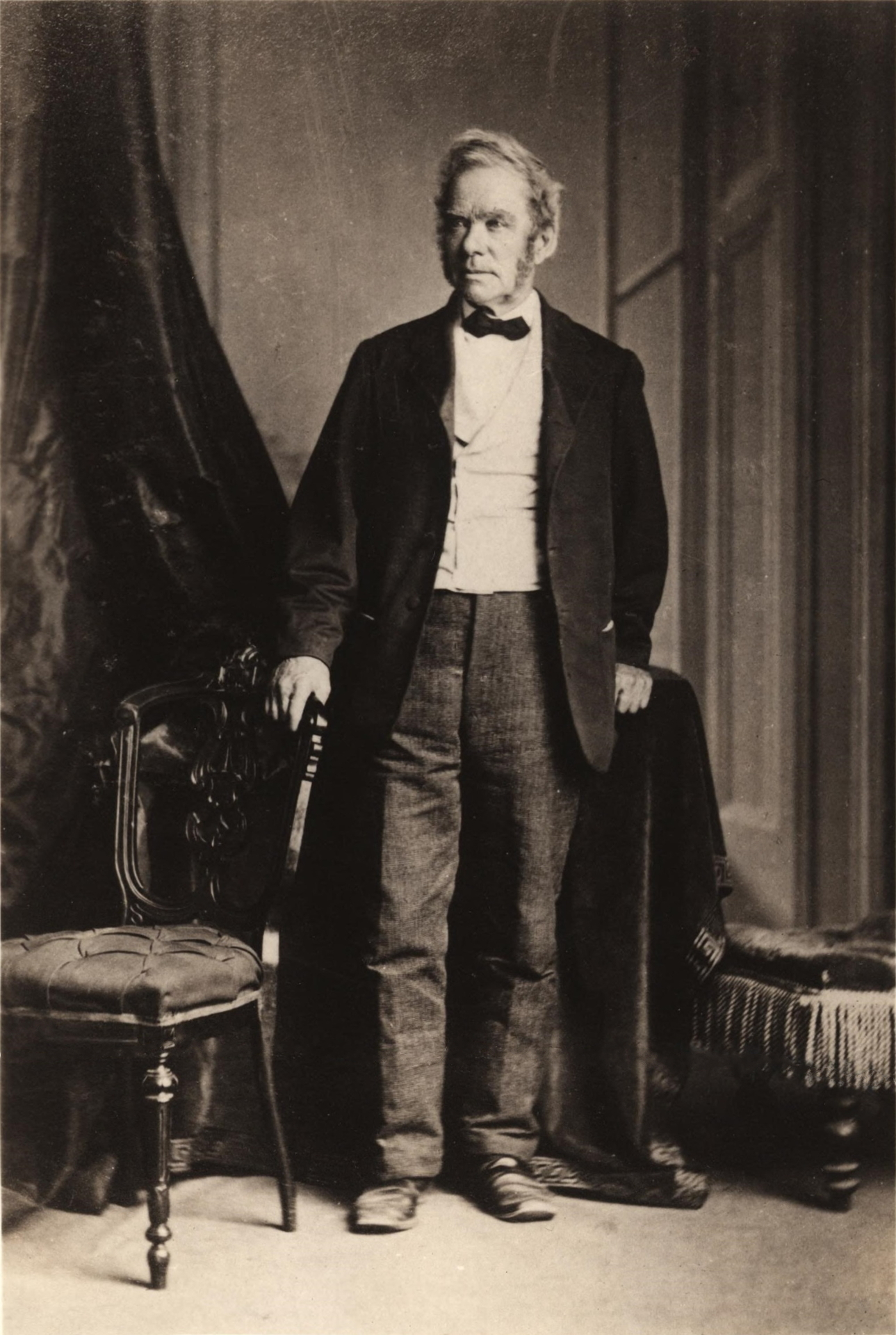
Josiah Warren

Josiah Warren (* 1798 in Boston, Massachusetts; † 14. April 1874 ebenda) war US-amerikanischer Sozialreformer, Musiker, Erfinder und Schriftsteller.

## Leben
Warren wurde 1798 in Massachusetts geboren. Er zeigte früh musikalisches Talent und war in jungen Jahren Mitglied der „Old Boston Brigade Band“.
1820 heiratete Warren und zog nach Cincinnati, wo er 1821 eine spezielle Lampe erfand und mit deren Herstellung seinen Lebensunterhalt verdiente.
Ab 1825 begann Warren, sich für Robert Owens Ideen der sozialen Reformen zu engagieren und konzentrierte sich auf die Bildung von Gemeinschaften, die auf gerechten Lohn und gerechten Tausch ausgerichtet waren. Er lebte selbst von 1825 bis 1827 in der von ihm mitgegründeten Kommune in New Harmony, Indiana und beteiligte sich 1834 an der Village of Equity und 1846 an Utopia, die über 20 Jahre bestand. Auch Modern Times auf Long Island wurde von Warren mitgegründet. Zu dieser Zeit war die Kommunebewegung in den USA stark, um 1850 gab es in den USA mehr als 100 solcher Gemeinschaften. Insbesondere christliche Kommunen stellten in ihrer Ideologie eine überweltliche Gerechtigkeit gegen die staatlichen Interventionen.
Warren eröffnete mehrere „Time Stores“, deren Waren mit Preisen versehen waren, die nach den für sie aufgewendeten Arbeitszeit berechnet wurden. Der bekannteste war der Cincinnati Time Store, der von 1827 bis 1829 in Cincinnati, Ohio bestand.
Er gab 1833 die Zeitschrift „The Peaceful Revolutionist“ (Der friedliche Revolutionär) heraus, die als erste anarchistische Zeitschrift bezeichnet wird und für die er eine eigene Druckerpresse baute und eine Schriftart entwarf.
Warren starb am 14. April 1874 nach Angaben seiner Freunde an einem Ödem.

## Denken
Benjamin Tucker widmete Instead of a Book, seine Sammlung von Essays, dem Gedächtnis an Warren, „meinem Freund und Meister […] dessen Unterrichtungen meine erste Quelle des Lichts waren“. Tucker würdigte Warren als „den ersten Mann, der die Lehre formuliert und erklärt hat, die heute als Anarchismus bekannt ist“.
Obwohl Warrens Ansichten oft dem Mutualismus zugerechnet werden, kann ein Individualismus festgestellt werden, in dem die persönliche Freiheit nicht hinter der Organisation zurückstehen darf. Warren stützte den Pazifismus. Er vertrat die Theorie eines praktizierenden Beispiels und der Nichteinflussnahme auf persönliche Belange anderer Personen, was sich in seiner indifferenten Haltung zum Abolitionismus äußerte.
Sein Biograph William Bailie bezeichnete Warren als ersten amerikanischen Anarchisten.